# No me acuerdo quien fui
No me acuerdo quien fui es el nombre del primer disco como solista de Christian Meier lanzado en 1996. Fue compuesto, grabado y producido por él mismo. El sencillo Carreteras mojadas fue primer lugar en todas las emisoras del país, en algunas se mantuvo hasta 5 semanas en esa posición y se coronó la canción del año ’96 en las radios más importantes. Los siguientes sencillos Esa sí es una mujer, Frente a mis ojos y No me acuerdo quien fui llegaron a ser también primeros puestos en los rankings de las radios.

## Lista de canciones
1. Intro
2. Carreteras mojadas[3]
3. Tus huellas entre las mías
4. No me acuerdo quien fui
5. Esa sí es una mujer (dúo con Pedro Suárez-Vértiz)
6. El cielo es mayor
7. Seré lo que tú quieras que sea
8. Frente a mis ojos
9. Vuelves a aparecer
10. Profundo sueño
11. Lenguas de fuego